# Albert Maltz
Albert Maltz (New York, 1908. október 28. – Los Angeles, 1985. április 26.) amerikai regényíró, forgatókönyvíró. Az 1970-es években két filmjénél forgatókönyvíróként a John B. Sherry álnevet használta.
Egyike volt a híres Hollywoodi tízeknek, azoknak az ismert amerikai filmeseknek, forgatókönyvíróknak, akiket a kommunistaüldözés nyitányaként a kongresszus megsértése ürügyén bebörtönöztek, mivel alkotmányos jogaikra hivatkozva nem voltak hajlandóak maguk és mások politikai meggyőződésére vonatkozó kérdésekre válaszolni az Amerikaellenes Tevékenységet Vizsgáló Bizottság (HUAC - House Un-American Activity Committee) előtt.
Kiszabadulása után foglalkoztatási tilalom alá esett, akkori szóhasználattal feketelistára került.
Több műve jelent meg magyarul, amelyekből két tévéfilm illetve rádiójátékok sora született Magyarországon. Regényei, elbeszélései több kiadásban is megjelentek.
Kelet-Európában Magyarországon kívül még Csehszlovákiában volt népszerű szerző.

## Élete és pályafutása

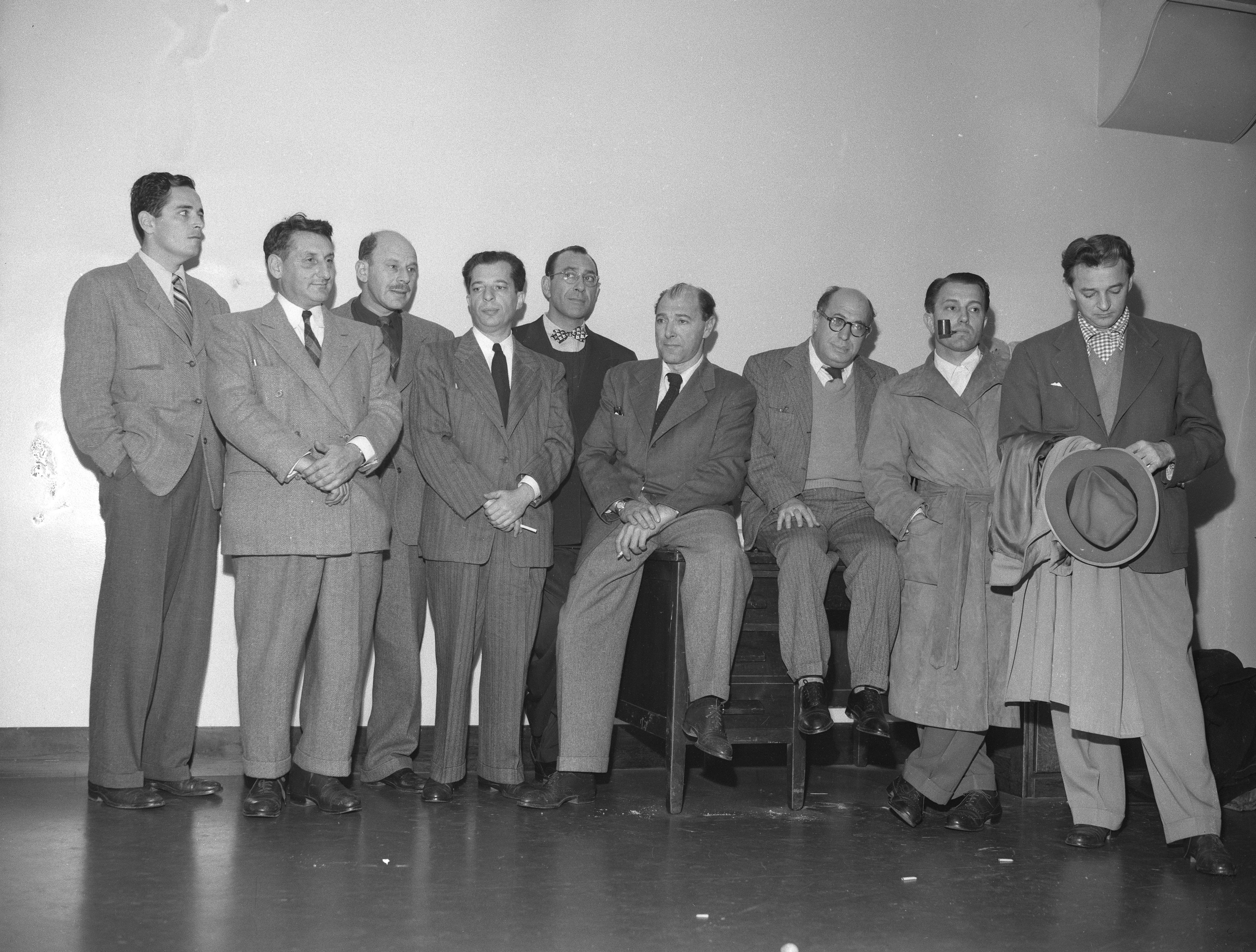
A híres hollywood-iak csoportképe 1947-ből. A tizek közül Dalton Trumbo hiányzik.

Kelet-európai bevándorló szülők gyermekeként született New York-ban. A Columbia és Yale egyetem drámaíró szakán tanult, 1933-ban belépett a művészi fejlődésében nagy szerepet játszó Theater Union munkásszínjátszó csoportba. 1938-ban A világ legboldogabb embere (The Happiest Man on Earth) című elbeszéléséért kapta meg az O. Henry-díjat. A 40-es években sikeres filmforgatókönyvíró volt Hollywoodban. Két filmjét jelölték Oscar-díjra a legjobb adaptált forgatókönyv kategóriában. (Útban van a baj (Pride of the Marines, 1945) és Tört nyíl (Broken Arrow, 1950)) A McCarthy-korszakban üldöztetést kellett elszenvednie kommunista meggyőződéséért, elvesztette hollywoodi állását, egy évet börtönben is töltött. 1951-1962 között Mexikóban élt önkéntes száműzetésben.
Magyarországon több kötete jelent meg néhányuk több kiadásban is. A világ legboldogabb embere című elbeszéléséből készült színművet Székely György rendezésében 1949-ben a kecskeméti Katona József Színház mutatta be. A Magyar Rádióban több novellájából készítettek rádiójátékot, illetve a korabeli szokásoknak megfelelően felolvasták a Magyarországon megjelent kötetei néhány elbeszélését is (A fiú, Festmények, A kutya, Amerikai cirkusz, A játék, ...) A televízióban a két, művein alapuló tévéjátékon kívül két elbeszélését dramatizálva adták elő a Világirodalmi Magazin című sorozatban.
Személye gyakran felmerül a McCarthy-korszakról illetve a Hollywoodi tizekről, a hidegháborús hisztériáról szóló dokumentumfilmekben valamint alakját felidézték a Trumbo című játékfilmben is.

## Magánélete
1937-ben feleségül vette Margaret Larkint. Házasságukból két gyermekük született. Miután 1964-ben elváltak, feleségül vette Rosemary Wylde-ot, aki 1968-ban elhunyt. 1970-ben újra megnősült, és haláláig Esther Engelberg volt a felesége.

## Művei

### Regényei
- Merry-Go-Round (Körhinta, 1932)
- Peace on Earth (Béke a földön, 1934)
- Black Pit (Fekete tárna, 1935)
- Private Hicks (Hicks közlegény, 1936)
- Rehersal (Próba, 1938)
- Ember az országúton, elbeszélések (The Way Things Are, 1938) fordította: Vidor Miklós; Szépirodalmi, Budapest, 1952
- Több mint az élet regény (rövid változat) (The Underground Stream, 1940) fordította: Gábor György; Szépirodalmi, Budapest, 1951
- A tüzes nyíl (The Cross and the Arrow, 1944) fordította: Szöllősy Klára; Szépirodalmi, Budapest, 1957, 1960; Európa, Budapest, 1968; Kozmosz Könyvek, Budapest, 1977 ISBN 963-211-231-8
- Simon McKeever utazása (The Journey of Simon McKeever, 1949) fordította: Bodnár György; Európa, Budapest, 1959, 1972; Szépirodalmi, Budapest, 1962
- A Morrison-ügy (The Morrison Case, 1952) 1966
- Holnap is nap lesz (A Long Day in Short Life, 1957) fordította: Bartos Tibor; Európa, Budapest, 1958, 1962, 1979 ISBN 963-07-1654-2
- Egy január története (A Tale of One January, 1966), kisregény, fordította: Kristó Nagy István, bev. Németh Tibor György; Magvető, Budapest, 1970 (Világkönyvtár)
- Afternoon in the Jungle (1971)

### Elbeszélések
- A világ legboldogabb embere, in: Embertelen világ – 14 amerikai elbeszélés, Athenaeum Könyvkiadó N. V., Budapest
- Ember az országúton; valamint Boldogság, in: Amerikai elbeszélők, Szépirodalmi, Budapest, 1953. in: Huszadik századi Dekameron II., Európa Könyvkiadó, Budapest, 1968.
- A játék, Fiúk Évkönyve 1963, Móra Ferenc Ifjúsági Könyvkiadó, Budapest, 1962.
- Boldogság, fordította: Vidor Miklós in: Mai amerikai elbeszélők, Európa Könyvkiadó, Budapest, 1965.
- A festmények (fordította: V. Bársony Erzsi) Nagyvilág – Világirodalmi folyóirat – XII. évfolyam 11. szám, 1967. november; Nagyvilág antológia 1958-1968, Magvető Könyvkiadó, Budapest, 1968.
- Csengettyűszó; fordította: Bársony Erzsi; in: A varázshordó. Mai amerikai elbeszélők; Szépirodalmi, Budapest, 1966.[10]
- Ember az országúton (fordította: Vidor Miklós) in: Huszadik századi Dekameron I-II. – Válogatás századunk legjobb elbeszéléseiből, Európa Könyvkiadó, Budapest, 1968
- Csengő kacagás (fordította: V. Bársony Erzsi) in: Portyázás Harlemben – Elbeszélések, Európa Könyvkiadó, Budapest, 1976 ISBN 963-07-0546-x; 1977 ISBN 963-07-1243-1

### Forgatókönyvei

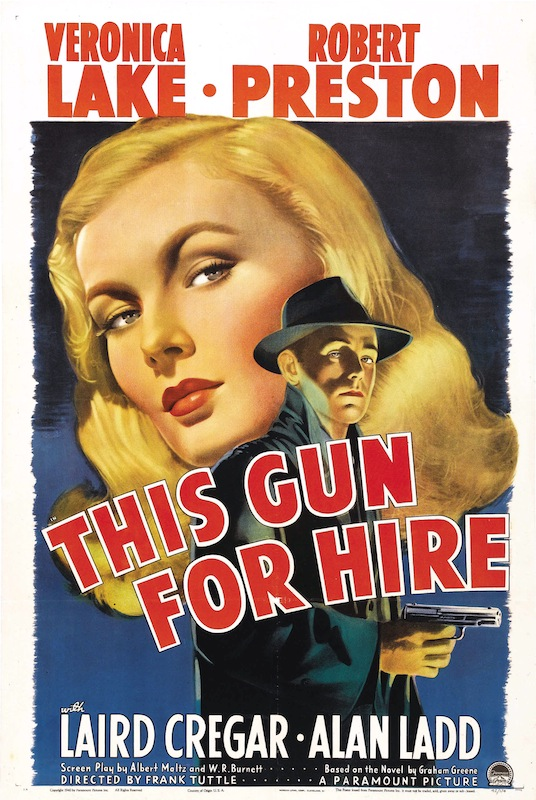
A merénylet plakátja 1942-ből

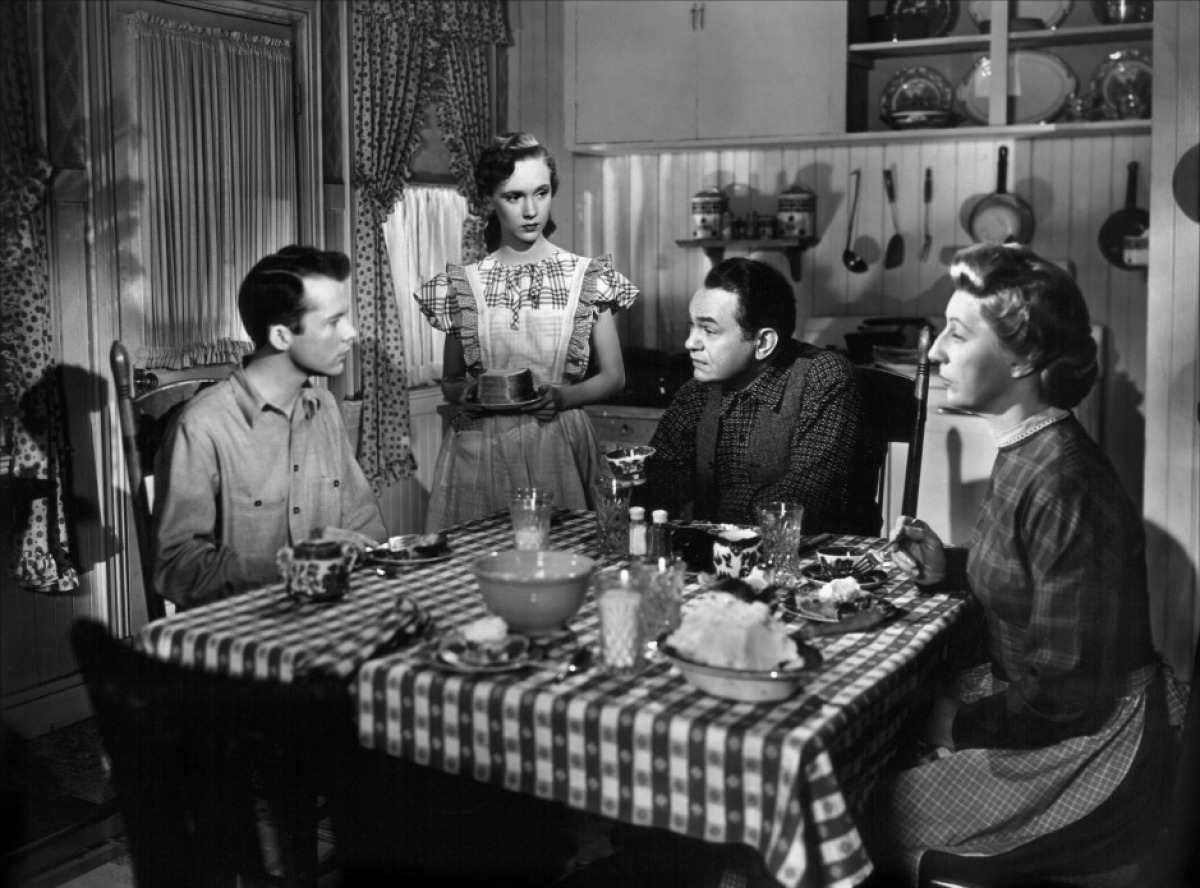
Jelenet A vörös ház című filmjéből (1947)

- A merénylet (This Gun for Hire, 1942, rendezte: Frank Tuttle)
- The House I Live In (1945)
- Útban van a baj (Pirade of the Marines, 1945, rendezte: Delmer Daves)
- Tőr és köpeny[11] (Cloak and Dagger, 1946, rendezte: Fritz Lang)
- The Red House (1947)
- Irány Tokió! (Destination Tokyo, 1943, rendezte: Delmer Daves)[12]
- A meztelen város (The Naked City, 1948, rendezte: Jules Dassin) (Arthur Felliggel)
- Tört nyíl (Broken Arrow, 1950)[13]
- A palást (The Robe, 1953, rendezte: Henry Koster)
- Ed Martin, a pincérfiú (Hotelboy Ed Martin, keletnémet film, 1955, Maltz színművéből)
- A Morrison-ügy (magyar tévéjáték, 1967, rendezte: Esztergályos Károly Maltz azonos című drámájából)
- Két öszvér Sára nővérnek[14] (Two Mules for Sister Sara, 1970, rendezte: Don Siegel)
- A tizedes háreme (The Beguiled, 1971, rendezte: Don Siegel)[15]
- Cerná jáma (Fekete tárna,[16] csehszlovák tévéjáték, 1973, rendezte: Otakar Kosek) Maltz Black Pit című színművéből
- Hangup (amerikai bűnügyi film, 94 perc, 1974, rendezte: Henry Hathaway) a forgatókönyvet Bernard Brunner regényéből John B. Sherry álnéven írta Lee Lazich-al
- Egy nap Jersey szigetén (magyar tévéjáték, 1975, rendezte: Hajdufy Miklós Maltz azonos című drámájából)
- Egy január története (csehszlovák? tévéjáték, 1982??)

### Színművei
- A Morrison-ügy (dráma, fordította: Finály Olga) Nagyvilág – Világirodalmi folyóirat – XI. évfolyam 4. szám, 1966. április
- Egy nap Jersey szigetén[17]

### Színház
- Magyarországon A világ legboldogabb embere című elbeszéléséből készült színművet a Kecskeméti Katona József Színház mutatta be 1949-ben Székely György rendezésében.

### Rádiójátékok
- A tüzes nyíl (magyar rádiójáték, 79 perc, 1959, írta és rendezte: Török Tamás)
- Ilyen a világ (magyar rádiójáték, 30 perc, 1961, elbeszélését rádióra alkalmazta Berza László, rendezte: Déri Éva)
- A csodadoktor (magyar rádiójáték, 60 perc, 1961, Simon McKeever utazása című regénye nyomán rendezte: dr. Cserés Miklós, fordította: Bodnár György)
- Csengettyűszó (magyar rádiójáték, 1961, novelláját rádióra alkalmazta Feleki Kovács Klára,  rendezte: Solymosi Ottó)
- Férj és feleség (magyar rádiójáték, 37 perc, 1967, elbeszélését fordította és rádióra alkalmazta: Sándor Dezső, rendezte: Gál Péter)
- Megjött a cirkusz! (magyar rádiójáték, 1973, elbeszélését rádióra alkalmazta Sándor Dezső, rendezte: Déri Éva)
- Ember az országúton (magyar rádiójáték, 15 perc, 1978, elbeszélését Vidor Miklós fordításának felhasználásával rádióra alkalmazta: Békés Pál, rendezte: Dobai Vilmos)
- A legboldogabb ember[18] (Rádiószínház, magyar rádiójáték, kb. 20 perc, 1993, novelláját Vidor Miklós fordításának felhasználásával rádióra alkalmazta: Gergely Ferenc, rendezte: Sárospataki Zsuzsanna)

## Érdekességek
- A Dalton Trumbo életének feketelistás időszakát feldolgozó játékfilmben alakját Louis C.K. alakításában az Arlen Hird nevű kitalált személy idézi fel, akit rajta kívül Samuel Ornitz, Alvah Bessie, Lester Cole és John Howard Lawson személyiségvonásának, életrajzi motívumainak egyesítésével alkottak meg. De az éttermi jelenetben néven nevezve megjelent személye önállóan is Gus Rhodes alakításában.